# 叶志明
叶志明（John Yap，1959年10月28日—)，加拿大政治人物，2005年-2020年間以卑詩自由黨黨員身份擔任卑詩省議會列治文史提夫斯顿選區議員，並曾在前省長金寶爾和簡蕙芝內閣中先後出任氣候行動省務廳長、多元文化省務廳長和專上教育、創新及科技廳長等職務。

## 早年生活和事業
葉志明祖籍福建，1959年在新加坡出生，父母分別為医生和家庭主婦，略懂普通話和廣東話。他16岁时隨家人移民到加拿大，在卑詩省列治文定居，1980年從卑詩大學取得理學士學位，1983年再從該校獲取工商管理碩士學位。他畢業後投身金融業，曾供職多倫多道明銀行達二十年，又曾於投資者集團任職財務策劃師。
他與妻子育有一子一女，2014年曾接受心臟搭橋手術。

## 從政
他曾於1996年省選為卑詩自由黨列治文史提夫斯頓選區候選人彭祖輝助選，2001年省選更出任彭祖輝的競選團隊主席。彭祖輝宣布退出政壇後，支持葉志明競逐該區的自由黨候選人提名。葉氏後於無競爭對手下自動獲取自由黨候選人資格，並於2005年5月17日省選中勝出，首次当选卑诗省议员。他在第38屆省議會中出任庫務委員會成員，並於2006年9月獲自由黨黨員推選為執政黨黨團主席。
葉志明於2009年省選连任成功，同年6月10日獲省長金寶爾委任入閣，出任氣候行動省務廳長。他任內負責實行卑詩省的氣候行動綱領，並管理該省到2020年達致碳排放減少33%的目標。他爭取2010年冬季奧運會和殘奧會達致碳中和、按燃料的碳容量增加省府燃料税、成立省營的太平洋碳基金以管理該省的碳補償、與加州空氣資源局就汽車排放標準達成諒解備忘錄、以及擴張循環再造措施。
他支持自由黨省政府從2010年7月1日起實行合併銷售稅（HST）的計劃，又支持金寶爾計劃從2011年元旦起對省民個人入息的首7萬2千元減收省府入息税。然而，HST計劃備受爭議，方案被不少反對派人士以至普通省民大力反對，自由黨遂民望急跌。金寶爾於2010年10月調動內閣，當中葉志明保留原職。然而此舉無補於事，金寶爾亦於同年11月3日宣佈辭去省長及自由黨黨魁職務。在其後舉行的自由黨黨魁選舉中，葉志明支持馮宜幹。簡蕙芝於2011年當選該黨黨魁並就任省長後，調派葉志明出任級別較低的潔淨科技議會秘書，支援能源及礦務廳長。
簡蕙芝於2012年3月任命葉志明為多元文化省務廳長，接替請辭的布洛伊（Harry Bloy）。該職務於同年9月5日改稱專責多元文化廳長，而葉志明亦從同日起兼任專上教育、創新及科技廳長。
2013年自由黨省政府出現「族裔門」醜聞，有指省府職員於2011年末策劃一份協助自由黨贏取少數族裔選票的建議書，從而惠及該黨在2013年省選的選情，這被指為公器私用。由於事件牽涉多元文化事務，葉志明於2013年3月4日宣布辭去內閣職務，但仍計劃參與同年省選。他最終在該屆省選順利連任，但得票率從2009年的61%降至51%，同年7月獲任為酒精政策改革議會秘書，支援律政廳長。
2017年5月9日省選，葉志明擊敗新民主黨候選人葛凱莉成功連任。然而自由黨只贏取省議會87個議席中的43席，無法繼續以多數政府姿態執政。持有41席的新民主黨與持有3席的綠黨達成合作協議，並於同年6月29日在省議會向自由黨政府提出不信任動議。動議以44-42票通過，自由黨遂失去執政權。葉志明隨後在該屆省議會出任官方反對黨的酒精、博彩及卑詩保險公司評議員，2020年9月則改任藝術及文化評議員。他未有參與2020年省選，15年省議員生涯遂告終結。

## 参看
- 华裔卑诗省议员
- 大温哥华地区的华裔加拿大人

## 外部連結
- （英文）卑詩省議會網站 葉志明議員簡介 （页面存档备份，存于）